# Toxotes blythii
Toxotes blythii е вид лъчеперка от семейство Риби стрелец (Toxotidae).

## Разпространение
Видът е разпространен в Мианмар.